# Profesor Salvador Mazza
Profesor Salvador Mazza (engelska: Salvador Mazza, Pocitos) är en ort i Argentina.   Den ligger i provinsen Salta, i den norra delen av landet, 1 500 km norr om huvudstaden Buenos Aires. Profesor Salvador Mazza ligger 602 meter över havet och antalet invånare är 16 068.
Terrängen runt Profesor Salvador Mazza är kuperad västerut, men österut är den platt. Det finns inga andra samhällen i närheten.
I omgivningarna runt Profesor Salvador Mazza växer i huvudsak lövfällande lövskog. Runt Profesor Salvador Mazza är det glesbefolkat, med 10 invånare per kvadratkilometer.